# Åkegyl
Åkegyl är en sjö i Karlshamns kommun i Blekinge och ingår i Mieåns huvudavrinningsområde. Sjön är 7,9 meter djup, har en yta på 0,0379 kvadratkilometer och befinner sig 79 meter över havet.